# Independente de Boa Vista
O Grêmio Recreativo Escola de Samba Independente de Boa Vista é uma escola de samba capixaba, fundada em 14 de outubro de 1975 como um bloco, se tornando em poucos anos escola de samba.

## História
No dia 14 de outubro de 1975 nascia o bloco Mocidade Unida de Boa Vista. Logo se tornou uma escola de samba. Alguns anos depois por sugestão de alguns membros da escola, ela passou a se chamar Independente de Boa Vista. Mas não foi tão simples essa mudança, pois a escola tinha vários integrantes que moram no Bairro Alto Boa Vista, mas a quadra da escola fica no Bairro Itaquari (são bairros bem próximos, os limites de um se esbarram no outro).
Em 1984 a Boa Vista desfilou pela primeira vez no grupo especial de Vitória com o enredo “O Festejar da Natureza”. no ano seguinte veio com o enredo “O carnaval é Um Jogo de Bicho” com o qual foi rebaixada para o grupo de acesso, tendo conseguido retornar para a elite do samba capixaba somente em 1991, com o enredo “Brasil, o incrível país das Ilusões”. em 1993 surge um “vazio” no samba capixaba: ficamos 5 anos sem desfile das escolas.
Em 1998 a Boa Vista juntamente com outras 5 co-irmãs voltam a fazer os desfiles, porém o mesmo passa a ser na Avenida Jerônimo Monteiro (uma das principais avenidas de Vitória). Durante os anos de 1998 a 2001 as escolas apenas desfilavam, não havia disputa pelo título. no ano de 2002 o desfile volta a ser realizado no Sambão do Povo. Em 2003 a escola traz o enredo “360º - Vitória, uma viagem em torno de ti”, enredo este que é considerado uns dos mais belos e bem elaborados do samba capixaba até os dias atuais.
Em 2009 com o enredo sobre São João denominado Com devoção ao Padroeiro, Boa Vista Festeja São João a escola terminou na 5º colocação. no ano de 2010 com o enredo Nem tudo que reluz é ouro, nem tudo que balança cai, de Orlando Júnior. fez um desfile de chão e conquistou o inédito título do carnaval capixaba.
Para 2012, a escola terá como presidente e intérprete Emerson Xumbrega, que escolheu uma Comissão de Carnaval formada por: Marcos Rosa, André Rodrigues, Rafael Condê e Sandro Oliveira para desenvolver um enredo sobre a atriz capixaba Elisa Lucinda. Arrancando gritos de "é campeã" das arquibancadas, e contando com Regina Duarte que desfilou ao lado da homenageada, sagrou-se bi-campeã do carnaval capixaba. Em 2013, consegue um vice-campeonato, num enredo afro. para 2014, a agremiação permanece com Róbson Goulart, como carnavalesco.
Do carnaval de 2004 ao carnaval de 2013 o primeiro casal de mestre sala e porta bandeira foi Marcinho e Shayene, que defenderam o pavilhão da escola de forma brilhante. Em maio de 2013 um novo casal assumiu o primeiro pavilhão, Marcos Paulo e Julia, eles que já estão na escola há alguns anos e antes defendiam o segundo pavilhão. Em 2013 o segundo casal é Weskley Blank e Amanda Luzia. A escola ainda conta com a participação especial da musa do salgueiro Viviane Araújo para o carnaval de 2014. Com o enredo ''TEU CHEIRO ME DÁ PRAZER'' sagra-se novamente campeã do Carnaval capixaba.
Nos últimos anos, vem se consolidando como uma potência.

## Segmentos

### Presidentes
| Nome             | Mandato    | Ref.                      |
| ---------------- | ---------- | ------------------------- |
| Emerson Xumbrega | 2012-atual | [ 8 ] [ 9 ] [ 10 ] [ 11 ] |

### Diretores
| Ano       | Diretor de Carnaval                  | Diretor de harmonia | Mestre de bateria                   | Ref.   |
| --------- | ------------------------------------ | ------------------- | ----------------------------------- | ------ |
| 2013      |                                      | Anderson Binão      | Carlos Alberto de Assunção "Picolé" | [ 12 ] |
| 2014      |                                      | Anderson Binão      | Carlos Alberto de Assunção "Picolé" | [ 13 ] |
| 2015      | João Vitor Lopes                     | Anderson Binão      | Carlos Alberto de Assunção "Picolé" | [ 14 ] |
| 2016-2018 | Isclei Nascimento                    | Anderson Binão      | Douglas, Gustavo e Matheus          |        |
| 2023      | João Vitor Lopes e Isclei Nascimento | Anderson Binão      | Douglas, Gustavo e Matheus          |        |
| 2024      | Isclei Nascimento                    | Anderson Binão      | Gustavo Mascarenhas                 |        |
| 2025      | Isclei Nascimento                    | Anderson Binão      | Gustavo Mascarenhas                 |        |

### Coreógrafo
| Período           | Nome             | Ref.         |
| ----------------- | ---------------- | ------------ |
| 2010 - 2015       | Mauro Marques    | [ 15 ]       |
| 2016 - 2017       | Rodrigo Carvalho | [ 9 ] [ 16 ] |
| 2018 - atualmente | Márcia Cruz      | [ 10 ]       |
| 2025              | Patrick Alochio  |              |

### Mestre-sala e Porta-bandeira
| Período          | Casal de MS & PB                   | Ref.         |
| ---------------- | ---------------------------------- | ------------ |
| 2012 - 2013      | Marcinho Siqueira & Shayene Pituba |              |
| 2014             | Douglas Valle e Priscilla Costa    |              |
| 2015 - 2016      | Diego Benittez e Vanessa Benittez  | [ 17 ]       |
| 2017- atualmente | Bruno Simpatia e Vanessa Benitez   | [ 9 ] [ 10 ] |

### Corte da bateria
| Período     | Rainha             | Madrinha       | Ref.         |
| ----------- | ------------------ | -------------- | ------------ |
| 2008 - 2010 | Christina Victório | Rose Gonçalves |              |
| 2011        | Sharla Bianca      | Rose Gonçalves |              |
| 2012        | Christina Victório | Rose Gonçalves | [ 18 ]       |
| 2013        | Bryce Caniçali     | Rose Gonçalves | [ 19 ]       |
| 2014        | Bryce Caniçali     |                | [ 15 ]       |
| 2015        | Bryce Caniçali     | Juliana Couto  |              |
| 2016 - 2017 | Juliana Couto      |                | [ 9 ] [ 20 ] |
| 2018        | Kayra Xavier       | Vera Xavier    | [ 10 ]       |
| 2019 - 2020 | Fabíola Monteiro   |                |              |
| 2022 - 2023 | Thalita Zampirolli |                |              |
| 2024        | Wenny Isa          |                |              |

## Carnavais
| Ano | Colocação | Grupo | Enredo | Carnavalesco | Intérprete | Ref                  |
| --- | --- | --- | --- | --- | --- | -------------------- |
| 1984 | 5º lugar | A | O festejar da natureza | | Alexandre Souza Neto (Brocal)                                                                                          | [ 21 ] [ 22 ]        |
| 1985 | | | O carnaval é um jogo de bicho | | Alexandre Souza Neto (Brocal)                                                                                          |                      |
| 1986 | | | | | |                      |
| 1987 | | | | | |                      |
| 1988 | | | | | |                      |
| 1989 | | | | | |                      |
| 1990 | Vice-Campeã | B | Cariacica, seu centenário e seus mitos populares                                                                                      | | | [ 21 ]               |
| 1991 | 12º lugar | A | Brasil, o incrível país das ilusões                                                                                                   | | Thor, O trovão da avenida                                                                                              | [ 21 ]               |
| 1992 | 4º lugar | B | Brasil, mostra a tua cara | | | [ 21 ]               |
| Entre 1993 e 1997 não houve desfile oficial                                                                            | | | | | |                      |
| 1998 | Desfile não competitivo                                                                                                | Grupo Especial | Quem viver, verá | | | [ 21 ]               |
| 1999 | Desfile não competitivo                                                                                                | Grupo Especial | Sem desfrutar do Monte, eu atravesso a ponte                                                                                          | | | [ 21 ]               |
| 2000 | Desfile não competitivo                                                                                                | Grupo Especial | Com amor, falar de flores | | | [ 23 ]               |
| 2001 | Desfile não competitivo                                                                                                | Grupo Especial | As montanhas, o chopp, o vinho... As belezas de Campinho                                                                              | | | [ 23 ]               |
| 2002 | 6º lugar | Grupo Especial | Congo e o Jongo, o mais Capixaba dos Enredos                                                                                          | Marco Antônio (Marcão)                                                                                                 | Emerson Xumbrega | [ 24 ]               |
| 2003 | 7º lugar | Grupo Especial | 360º, Vitória uma viagem em torno de ti                                                                                               | Marco Antônio (Marcão)                                                                                                 | Emerson Xumbrega | [ 24 ]               |
| 2004 | 7º lugar | Grupo Especial | A menina e o pássaro encantado! O direito à infância é o que reina no mundo do faz de conta                                           | Marco Antônio (Marcão)                                                                                                 | Emerson Xumbrega | [ 24 ]               |
| 2005 | 6º lugar | Grupo Especial | Do principio ao final, com histórias, lendas e fantasias. Boa Vista do 7 o carnaval da alegria                                        | Marco Antônio (Marcão)                                                                                                 | Emerson Xumbrega | [ 24 ]               |
| 2006 | 3º lugar | Grupo Especial | Cariacica, eu sou daqui. Do índio antropológico ao híbrido cultural. Ao longo de nossa história, caminho sempre para um futuro melhor | Marco Antônio (Marcão)                                                                                                 | Emerson Xumbrega | [ 24 ]               |
| 2007 | 4º lugar | Grupo Especial | A Boa Vista empresta suas asas e voa com Anchieta rumo ao infinito                                                                    | Marco Antônio (Marcão)                                                                                                 | Emerson Xumbrega | [ 24 ]               |
| 2008 | 4º lugar | Grupo Especial | Cio da Terra | Oswaldo Luiz (Deco) e Carlos André                                                                                     | Emerson Xumbrega | [ 24 ]               |
| 2009 | 5º lugar | Grupo Especial | Com devoção ao Padroeiro, Boa Vista Festeja São João                                                                                  | Oswaldo Luiz (Deco) e Carlos André                                                                                     | Emerson Xumbrega | [ 24 ]               |
| 2010 | Campeã | Grupo Especial | Nem tudo que reluz é ouro, nem tudo que balança cai                                                                                   | Orlando Júnior | Emerson Xumbrega | [ 25 ]               |
| 2011 | Vice-campeã | Grupo Especial | Reciclar com arte | Flávio Campello | Emerson Xumbrega | [ 24 ]               |
| 2012 | Campeã | Grupo Especial | Vida em Poesia... A Lira que é Lucinda                                                                                                | Comissão de Carnaval                                                                                                   | Emerson Xumbrega | [ 3 ] [ 26 ]         |
| 2013 | Vice-campeã | Grupo Especial | Diáspora Africana - O grito de liberdade de uma raça                                                                                  | Cebola e Robson Goulart                                                                                                | Emerson Xumbrega | [ 27 ]               |
| 2014 | Campeã | Grupo Especial | Teu cheiro me dá prazer... Boa Vista espalha o perfume no ar                                                                          | Robson Goulart | Emerson Xumbrega | [ 6 ] [ 7 ] [ 28 ]   |
| 2015 | 3º lugar | Grupo Especial | Rio de 450 Janeiros... A Boa Vista exalta as belezas e os encantos da Cidade Maravilhosa!                                             | Robson Goulart | Emerson Xumbrega | [ 15 ]               |
| 2016 | 3º lugar | Grupo Especial | Festas e Folguedos - crenças, ritmos e sabores seculares do Espírito Santo                                                            | Petterson Alves | Emerson Xumbrega |                      |
| 2017 | Campeã | Grupo Especial | Sob a luz do luar, guiada pelas estrelas... Boa Vista em alma cigana. Optcha!                                                         | Petterson Alves | Emerson Xumbrega | [ 9 ]                |
| 2018 | Vice-campeã | Grupo Especial | Sou Boa Vista… Sou Madiba o canto da igualdade que ecoa no centenário de Mandela                                                      | Robson Goulart | Emerson Xumbrega | [ 10 ] [ 11 ] [ 29 ] |
| 2019 | Campeã | Grupo Especial | PRF: 90 anos de histórias dos anjos do asfalto                                                                                        | Robson Goulart | Emerson Xumbrega |                      |
| 2020 | Campeã | Grupo Especial | O voo da Águia anuncia: A festa é boa, pode chegar. Ao som de uma linda sinfonia, a música capixaba celebrar!                         | Robson Goulart | Emerson XumBrega | [ 30 ]               |
| Inicialmente adiados para o mês de julho, os desfiles do Carnaval 2021 foram cancelados devido a pandemia de Covid-19. | Inicialmente adiados para o mês de julho, os desfiles do Carnaval 2021 foram cancelados devido a pandemia de Covid-19. | Inicialmente adiados para o mês de julho, os desfiles do Carnaval 2021 foram cancelados devido a pandemia de Covid-19. | Inicialmente adiados para o mês de julho, os desfiles do Carnaval 2021 foram cancelados devido a pandemia de Covid-19.                | Inicialmente adiados para o mês de julho, os desfiles do Carnaval 2021 foram cancelados devido a pandemia de Covid-19. | Inicialmente adiados para o mês de julho, os desfiles do Carnaval 2021 foram cancelados devido a pandemia de Covid-19. | [ 31 ]               |
| 2022 | 4º lugar | Grupo Especial | O pássaro de fogo traz a boa nova: é tempo de amar                                                                                    | Robson Goulart | Emerson Xumbrega | [ 32 ]               |
| 2023 | 3° lugar | Grupo Especial | Humor: quanto riso, oh quanta alegria… No tom da canção, a Boa Vista contagia                                                         | Márcio Puluker e Robson Goulart                                                                                        | Emerson Xumbrega | [ 33 ]               |
| 2024 | Vice-campeã | Grupo Especial | Viana Divinamente Brasileira | Robson Goulart e Cahê Rodrigues                                                                                        | Emerson Xumbrega |                      |
| 2025 | Campeã | Grupo Especial | Os Olhos do Mundo: Assombros de Sebastião Salgado                                                                                     | Cahê Rodrigues | Emerson Xumbrega | [ 34 ]               |
| 2026 | | Grupo Especial | João do Congo - A Voz Que Dança Nas Folhas da Resistência                                                                             | Cahê Rodrigues | Emerson Xumbrega |                      |

## Títulos
| Títulos da Independente de Boa Vista | Títulos da Independente de Boa Vista | Títulos da Independente de Boa Vista | Títulos da Independente de Boa Vista       | Títulos da Independente de Boa Vista |
| ------------------------------------ | ------------------------------------ | ------------------------------------ | ------------------------------------------ | ------------------------------------ |
| Divisão                              | Divisão                              | Títulos                              | Carnavais                                  | Referências                          |
|                                      | Grupo Especial                       | 7                                    | 2010, 2012, 2014, 2017, 2019, 2020 e 2025. |                                      |